# Formação Econômica do Brasil
Formação Econômica do Brasil é um livro de Celso Furtado, escrito em 1958, quando o autor se encontrava em ano sabático na Universidade de Cambridge, Inglaterra, fazendo estudos de pós-doutoramento. Publicada no Brasil em janeiro de 1959, duas semanas depois, a obra ocupava o terceiro lugar entre os livros mais vendidos no país, numa lista encabeçada pelo romance Gabriela, cravo e canela, de Jorge Amado. Desde então, vendeu no Brasil cerca de 300 mil exemplares e foi traduzida em oito idiomas (inglês, francês, castelhano, italiano, romeno, polonês, japonês e chinês)
O livro aprofunda questões abordadas no primeiro livro do autor, "A economia brasileira", publicado em 1954: o comércio exterior e o crescimento econômico; e analisa os diversos ciclos da economia (açúcar, gado, ouro e café), escravatura, imigração e migração interna e o processo de industrialização. O livro foi escrito em um momento de otimismo no Brasil: final do governo de Juscelino Kubitschek, cujo slogan "cinquenta anos em cinco" definia o surto de desenvolvimento no período, a exemplo da indústria automobilística e de iniciativas de promoção do crescimento, como novas estradas e a criação da Sudene (Superintendência para o Desenvolvimento do Nordeste)

## Contexto
"A originalidade do enfoque de Celso Furtado foi debruçar-se sobre o passado para esclarecer o presente, isto é, buscar nos cinco séculos da história brasileira as raízes dos problemas que entravavam o desenvolvimento do país. Também inovadora era a combinação do método histórico com a análise econômica, que levou o autor a esboçar uma visão interpretativa da sociedade brasileira e a abrir novos horizontes da compreensão do passado. Esse "modo amplo de ver", como escreveu na época o historiador Francisco Iglesias, foi uma das razões que fez seu colega francês, o historiador Fernand Braudel, considerar Formação econômica do Brasil um dos grandes livros de história econômica do mundo." Desde então, Celso Furtado é tido como um dos grandes intérpretes do Brasil. A obra representa um marco na história das ciências sociais no Brasil e inspirou estudos de gerações de pesquisadores e universitários não só na área de economia e sociologia, como também no campo da política e da história brasileira.

## Extravio do manuscrito original
Enviados da Inglaterra ao Brasil em voo da antiga Panair, Furtado relata que os originais do livro - cerca de 400 páginas escritas por ele à mão - foram extraviados sem maiores explicações da companhia aérea, que lhe ofereceu uma indenização de 7 libras esterlinas e um pedido de desculpas. Por sorte, o texto havia sido filmado por um conhecido do departamento de fotocópias da Universidade de Cambridge (onde Furtado estudara) por recomendação de um amigo pouco antes do envio ao Brasil, que lhe alertara do risco de extravio. Recuperada a filmagem, então, Furtado datilografou página por página do texto original, aproveitando para alterá-lo, "desbastando-o de toda celulite verbal". De volta ao país natal e com a ajuda de uma "pessoa de influência", Furtado encontraria o texto original da obra avariado em um depósito dos Correios, classificado como "material suspeito" - indicando que este não teria sido extraviado, stricto sensu.

## "A trajetória de um clássico"
Em 2009, ano em que o título completou cinquenta anos, foi lançada uma edição comemorativa, organizada pela jornalista e tradutora Rosa Freire d'Aguiar, viúva de Celso Furtado, e prefaciada pelo historiador Luiz Felipe de Alencastro, titular da cátedra de história do Brasil na Universidade de Paris-Sorbonne. Além do próprio livro de Celso Furtado, esta edição traz críticas e artigos publicados desde os anos 1950 e assinados por vinte renomados historiadores e economistas que, no Brasil e no exterior, escreveram sobre Formação econômica do Brasil. Entre eles: Nelson Werneck Sodré, Fernando Novais,Paul Singer, Francisco de Oliveira, Ignacy Sachs; e os historiadores econômicos Ruggiero Romano, Frédéric Mauro, Warren Dean e Werner Baer. A edição traz também um cadernos de fotos, uma cronologia da vida de Celso Furtado e uma lista completa de suas obras publicadas no Brasil e no exterior.

## Ligação externa
- Companhia das Letras: trechos do livro: edição comemorativa 50 anos. Organização Rosa Freire d’Aguiar Furtado (2009)